# Josep Lorente i Miralles
Josep Lorente i Miralles (Martorell, 1932 - Barcelona, 2009) fou un jugador i entrenador d'hoquei sobre patins català.

## Trajectòria
Nascut a Martorell el 31 de gener de 1932, però resident a Sant Boi de Llobregat, va començar a jugar a hoquei patins al Patín Club Skating, pista situada a l'actual Turó Park, quan tenia dotze anys, mentre estudiava a l'Escola Industrial. Més tard jugà al juvenil de l'equip del seu poble, el Santboià, i al del RCD Espanyol. Ja en la màxima categoria jugà a les files del RCD Espanyol, CH Sant Sadurní, FC Barcelona, SF Terrassa, Arrahona de Sabadell, CP Vic, CH Mataró, CP Calafell i CE Arenys de Munt. Fou entrenador-jugador en aquest darrers dos clubs.
Es retirà com a jugador l'any 1969 i, després d'entrenar una temporada el CH Mataró, es convertí en nou entrenador del FC Barcelona on romangué durant quasi vint anys. Al Barcelona guanyà 36 títols, entre ells 9 lligues, 10 Copes d'Europa, 8 copes i 7 Supercopes d'Europa. Deixà la banqueta de la secció l'any 1989. Posteriorment dirigí el Reggiana Hockey i el Piera HC.
Fou un pioner com a entrenador. Bon psicòleg, se li atribueix la invenció de la defensa individual i d'un sistema en què els 4 jugadors de camp atacaven. Josep Lorente va tenir a les seves ordres grans figures, com ara Sergi Centell, Jordi Vila-puig, Ricard Torres, Carles Trullols, Jordi Villacorta, Quim Paüls, Josep Enric Torner, Hèctor Venteo, Joan Torner i Joan Ayats, entre d'altres.
A la seva ciutat d'adopció fou president del Club d'Escacs Sant Boi, membre del jurat de la Nit de l'Esport i tècnic del Consell Municipal d'Esports de Sant Boi. Va morir l'1 de febrer de 2009 i fou enterrat a Sant Boi de Llobregat.

## Palmarès com a entrenador

### FC Barcelona
- 10 Copes d'Europa (1972-73, 1973-74, 1977-78, 1978-79, 1979-80, 1980-81, 1981-82, 1982-83, 1983-84, 1984-85)
- 9 Lligues espanyoles (1972-73, 1976-77, 1977-78, 1978-79, 1979-80, 1980-81, 1981-82, 1983-84, 1984-85)
- 8 Copes del Rei / Copes espanyoles (1971-72, 1974-75, 1977-78, 1978-79, 1980-81, 1984-85, 1985-86, 1986-87)
- 7 Supercopes d'Europa (1979-80, 1980-81, 1981-82, 1982-83, 1983-84, 1984-85, 1985-86)
- 1 Recopa d'Europa (1986-87)
- 1 Copa Intercontinental (1983)